# アルベリゴ・エヴァーニ
- アルベリゴ・エバーニ
- アルベリゴ・エバニ

アルベリコ・エヴァーニ（Alberico Evani, 1963年1月1日 - ）は、イタリア・マッサ出身の元同国代表サッカー選手、現サッカー指導者。現役時代のポジションはミッドフィールダーで、中盤の様々なポジションでプレーが出来るユーティリティー性と、強烈な左足のシュートやFKを武器に活躍した。

## 経歴
1980-81シーズンにトップチームでのデビューを果たし、以降13年間、ACミランの選手として活躍し、数々のタイトル獲得に貢献、ACミランの殿堂入りも果たしている。もともとはサイドバックとしてプレーしていたが、ニルス・リードホルム監督により攻撃的ポジションにコンバートされ、その風貌やプレースタイルからACミランのコンティとの異名を取った。 1989年トヨタカップの対アトレティコ・ナシオナル戦では両チーム無得点で迎えた延長戦119分に直接フリーキックから決勝点を決め、MVPに選出された。翌年のUEFAスーパーカップ、UCサンプドリア戦のファーストレグではゴールを決め、優勝に貢献した。
1993-94シーズンからはルート・フリットと共にサンプドリアに移籍し、中心選手の一人として同シーズンのコッパ・イタリア決勝、アンコーナ戦ではPK獲得によるゴールを決めて優勝に貢献した。1997-98シーズンにACレッジャーナ1919とカッラレーゼでプレーしたのを最後に、1998年に現役を引退した。
1991年にはイタリア代表に選出され、1994年のワールドカップ・アメリカ大会に出場。初戦のアイルランド代表戦では先発出場したが、その後は負傷で出場出来なかった。しかし決勝戦の対ブラジル代表戦では途中出場し、PK戦でイタリアの3人目のキッカーを任され、PKを成功させたが、他のメンバーのPK失敗により、イタリアは準優勝に終わった。 
サンプドリア時代のチームメートであるマンチーニが代表監督に就任すると、アシスタントコーチに就任、新型コロナウイルスでマンチーニが指揮出来なかった試合では代理で監督を務め、2021年にはアシスタントコーチとしてユーロで優勝した。

## 獲得タイトル

### クラブ

#### ACミラン
- セリエB: 1980-81, 1982-83
- セリエA: 1987-88、1991-92、1992-93
- コッパ・イタリア: 1988、1991、1992、1993
- UEFAチャンピオンズカップ: 1988-1989, 1989-1990
- インターコンチネンタルカップ: 1989、1990
- UEFAスーパーカップ: 1989、1990

#### サンプドリア
- コッパ・イタリア: 1993-94

### 個人
- インターコンチネンタルカップMVP: 1989